# Elleholm
Elleholm este o arie protejată (arie specială de conservare — SAC, sit de importanță comunitară — SCI) din Suedia întinsă pe o suprafață de 231,1 ha, integral pe uscat.

## Localizare
Centrul sitului Elleholm este situat la coordonatele 56°09′03″N 14°43′04″E / 56.1509°N 14.7177°E.

## Înființare
Situl Elleholm a fost declarat sit de importanță comunitară în noiembrie 2003 pentru a proteja un număr necunoscut de specii din flora spontană și fauna sălbatică aflate în arealul zonei. Situl a fost protejat și ca arie specială de conservare în martie 2011.

## Biodiversitate
Situată în ecoregiunile continentală și marină baltică, aria protejată conține 7 habitate naturale: Păduri caducifoliate de mlaștină fino-scandinave, Insulițe și insule mici din Baltica boreală, Golfuri mici largi și golfuri puțin adânci, Păduri de stejar sau de stejar și carpen sub-atlantice și medio-europene de Carpinion betuli, Păduri de fag Luzulo-Fagetum, Roci stâncoase cu vegetație pionieră de Sedo-Scleranthion sau Sedo albi-Veronicion dillenii, Taiga vestică.
La baza desemnării sitului se află un număr nedeclarat de specii protejate.